# 澳門歷史城區
澳門歷史城區是由22座位於澳門半島區域的建築物和相鄰的8塊前地所組成、以舊城區為核心的歷史街區。在第29屆聯合國教科文組織的2005年7月15日世界遺產委員會會議上，獲得21個成員國全體一致通過，正式被列入《世界文化遺產名錄》，為中國第31處世界遺產。
自澳門歷史城區成功列入世界文化遺產名錄後，其內諸多珍貴的世遺景點因受人為及自然因素的影響，遭受不同程度的損害。其中，2007年落成的中央人民政府駐澳門特別行政區聯絡辦公室大樓（中聯辦大樓），在建設過程中，無意中破壞了東望洋燈塔的視野美景，至今，該燈塔仍面臨着東望洋山附近新建高大樓宇帶來的威脅。此外，2016年盧家大屋外牆遭受毀壞，2017年媽閣廟發生火災和聖奧斯定教堂則因年久失修導致屋頂坍塌，西望洋山景觀的保護也正處於危急時刻，以及大三巴、大炮台等著名景點因遊客數量龐大，周邊環境受到影響，加速了這些世遺景點的自然老化過程，這些都凸顯了澳門政府在世界文化遺產保護工作上存在的挑戰。

## 歷史價值概要

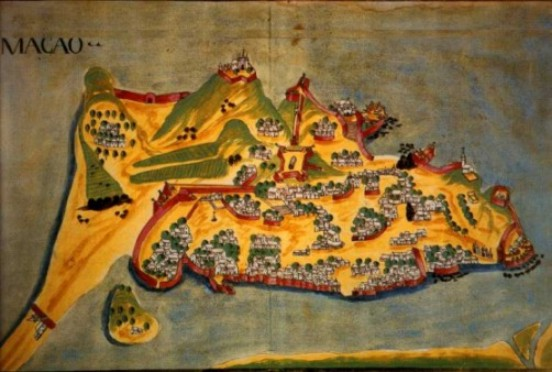
1639年澳門半島地圖上的澳門舊城

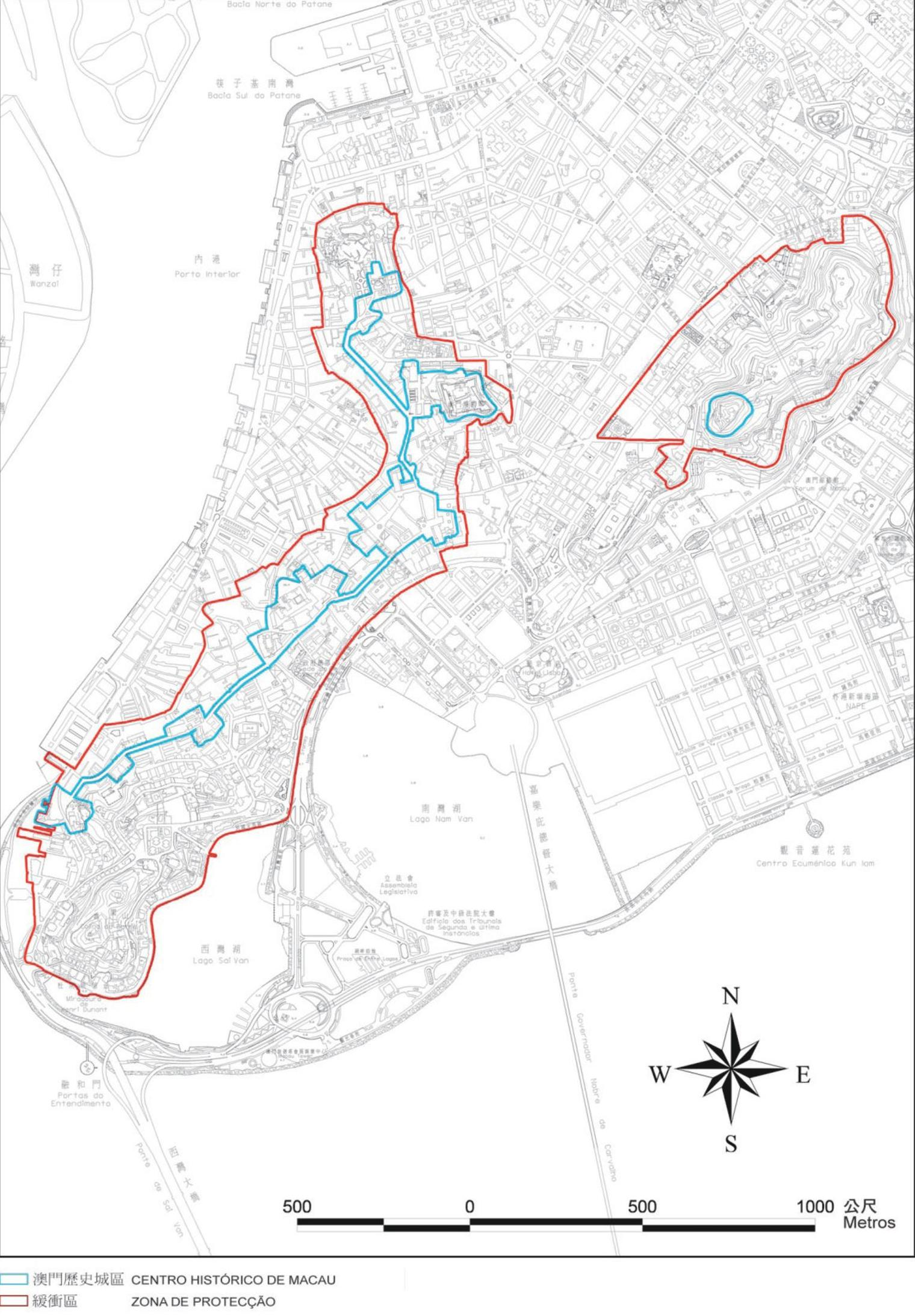
澳门《文化遺產保護法》所规定的澳门历史城区

澳門歷史城區是中國境內現存最古老、規模最大、保存最完整和最集中的東西方風格共存建築群，當中包括中國最古老的教堂遺址和修道院、最古老的基督教墳場、最古老的西式炮台建築群、第一座西式劇院、第一座現代化燈塔和第一所西式大學等。作為歐洲國家在東亞建立的第一個永久基地，城區見證了澳門四百多年來中華文化與西方文化互相交流、多元共存的歷史。正因為中西文化共融的緣故，城區當中的大部分建築都具有中西合璧的特色。城區內的建築大部分至今仍完好地保存或保持著原有的功能。
世界遺產委員會對澳門歷史城區的評價是“見證了西方宗教文化在中國以至遠東地區的發展，也見證了向西方傳播民間宗教的歷史淵源”、“是中國現存最古老的西式建築遺產，是東西方建築藝術的綜合體現。” 由此可見，澳門歷史城區是中國境內接觸近代西方器物與文化最早、最多、最重要的地方，同時是近代西方建築傳入中國的第一站。

## 符合登錄標準
澳門歷史城區依據《保護世界文化和自然遺產公約》對文化遺產(C)的具體世界遺產評定準則，符合當中的4項登錄標準如下：
- 在一定時期內或世界某一文化區域內，對建築藝術、紀念物藝術、城鎮規劃或景觀設計方面的發展產生過大影響
- 能為一種已消逝的文明或文化傳統提供一種獨特的至少是特殊的見證
- 人類歷史發展中某—建築風格的傑出範例
- 具特殊普遍意義的事件或現行傳統或思想或信仰或文學藝術作品有直接或實質的聯繫

## 登錄過程

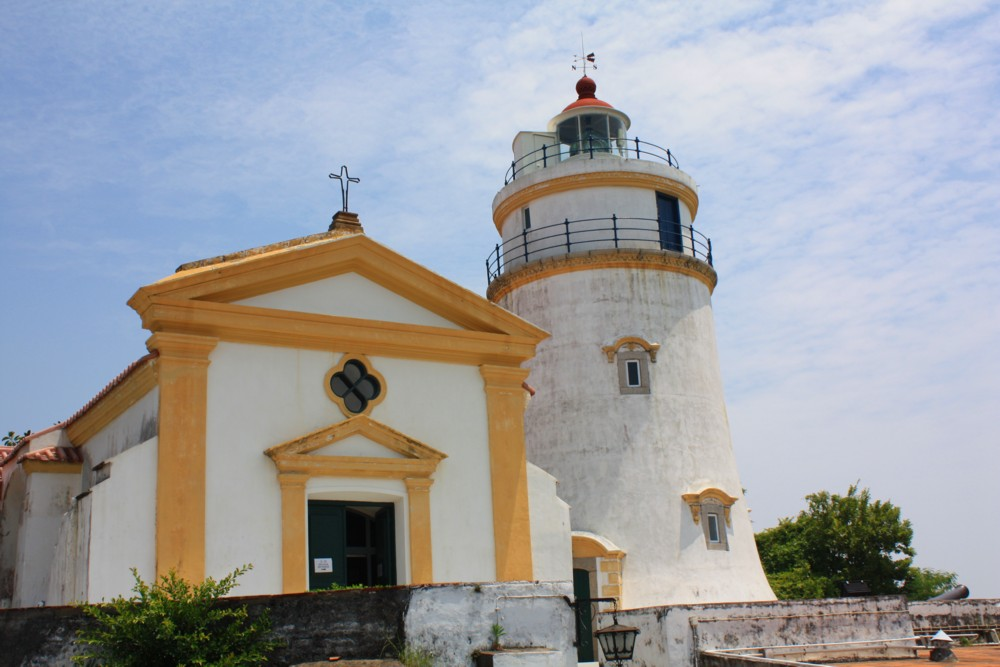
聖母雪地殿教堂和東望洋燈塔

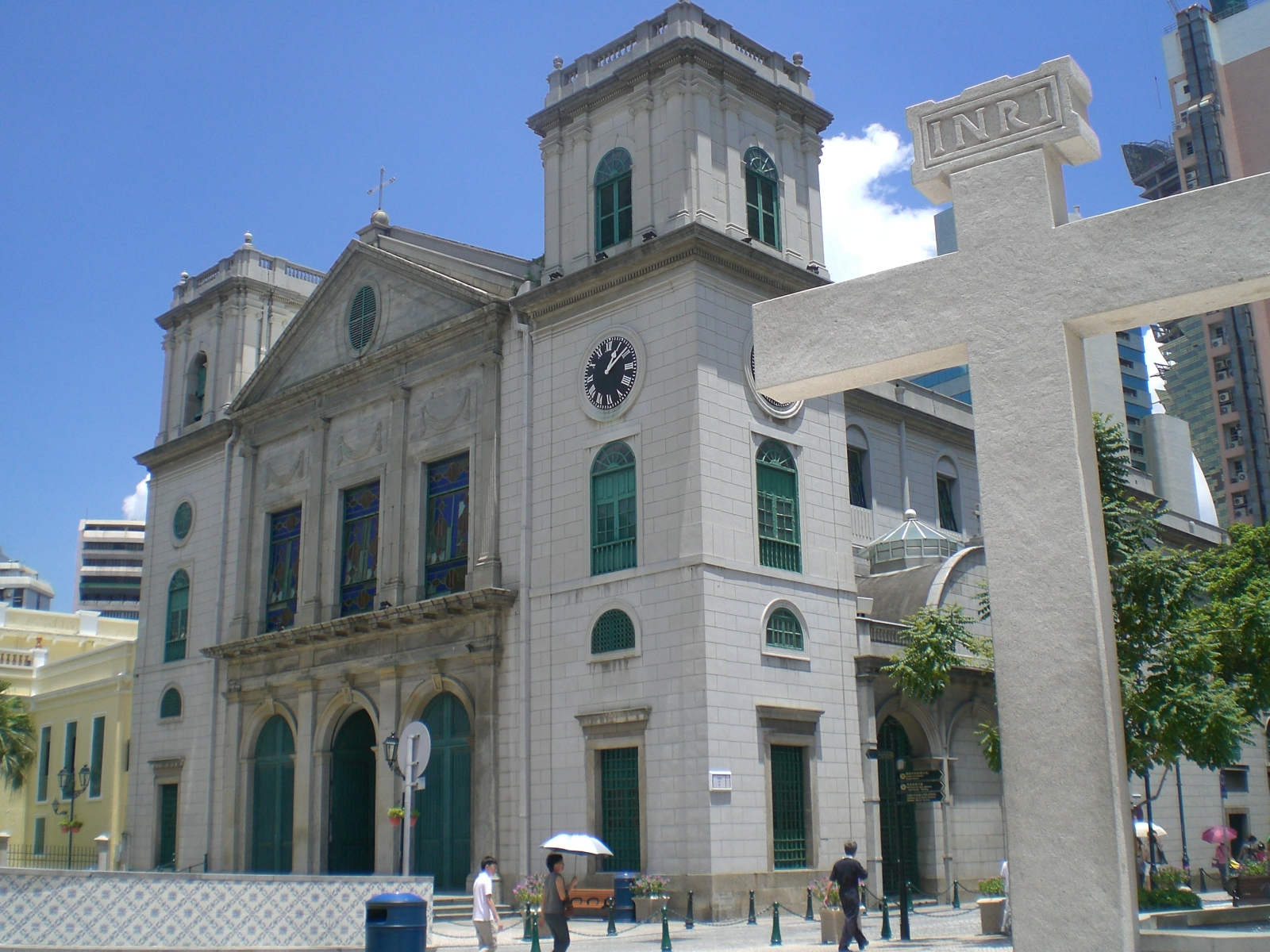
聖母聖誕堂（大堂）

在澳葡時期，澳葡政府已著手為澳門歷史城區申報為世界文化遗产，澳門回歸後的2001年初，中國國家文物局派出三名專家到澳門協助文化局制訂世界文化遺產名錄申請書的初步文本，並就相關申請程序和配套工作提出了意見和建議。澳門行政長官代表、社會文化司司長崔世安於同年7月23日，主持了澳門申報世界文化遺產的啓動儀式，宣佈中國將於2003年向聯合國教科文組織提出的其中一項世界文化遺產申報為「澳門歷史建築」。崔世安說：“申報名單中具有歷史文化背景的澳門紀念物，是中西文化交流與融匯在中國最具代表性的明證，是一本內容豐富的歷史教科書、一部形象生動的中西藝術史。”
其後，澳門文化局推出《全澳文化遺產推廣計劃》、《澳門文物建築展》、澳門文物大使、文物小記者和文物旅遊路線設計比賽等連串活動，提高市民對文物認識、保護意識和歸屬感。除此之外，各地的專家都曾到澳門訪問，當中有聯合國教科文組織特別顧問Bernd von Droste教授、前任國家文物局局長张文彬、單霽翔等。到2004年第28屆世界遺產委員會舉行會議時，“澳門歷史建築群”已被確定為「2005年中國唯一申報世界文化遺產項目」，並將會在第29屆世界遺產會議上被審議。
在第29屆聯合國教科文組織世界遺產委員會2005年7月15日的會議上，澳門歷史城區獲得一致的決定，正式列入《世界文化遺產名錄》。中國常駐聯合國教科文組織代表張學忠隨即跑到新闻中心，興奮通知在場的中國記者：“這是最快的一次表決過程，澳門審議前後只用了10分鐘，不僅在本次會議，在以前的會議中也是前所未有的。”

## 被列入澳門歷史城區的地點

### 第一區
第一區是指從大炮台山（Monte）到西望洋山（Colina da Penha）之間 75.2688公頃（752,688平方）面積範圍中下列登記地點：

#### 建築物
| - 媽閣廟 - 港務局大樓（嚤囉兵營） - 鄭家大屋（思想家鄭觀應故居） - 聖老楞佐教堂 - 聖若瑟修院大樓及聖堂 - 崗頂劇院（伯多祿五世劇院） - 何東圖書館 - 聖奧斯定教堂 - 市政署大樓（澳門市政廳） - 三街會館（關帝廟） - 仁慈堂大樓 | - 澳門主教座堂 - 盧家大屋（金玉堂） - 玫瑰聖母堂（板樟堂） - 大三巴牌坊（聖保祿教堂遺址） - 哪吒廟 - 舊城牆遺址 - 大炮台 - 聖安多尼教堂（花王堂） - 東方基金會會址 - 基督教墳場 |

#### 前地
| - 媽閣廟前地 - 阿婆井前地 - 崗頂前地 - 議事亭前地 | - 板樟堂前地 - 大堂前地 - 耶穌會紀念廣場 - 白鴿巢前地 |

### 第二區
第二區是指東望洋山（Colina da Guia）所屬 31.5222公頃（315,222平方）面積範圍中下列登記地點：

#### 建築物
- 東望洋炮台（包括聖母雪地殿及燈塔）

## 申報成功後對世遺的破壞

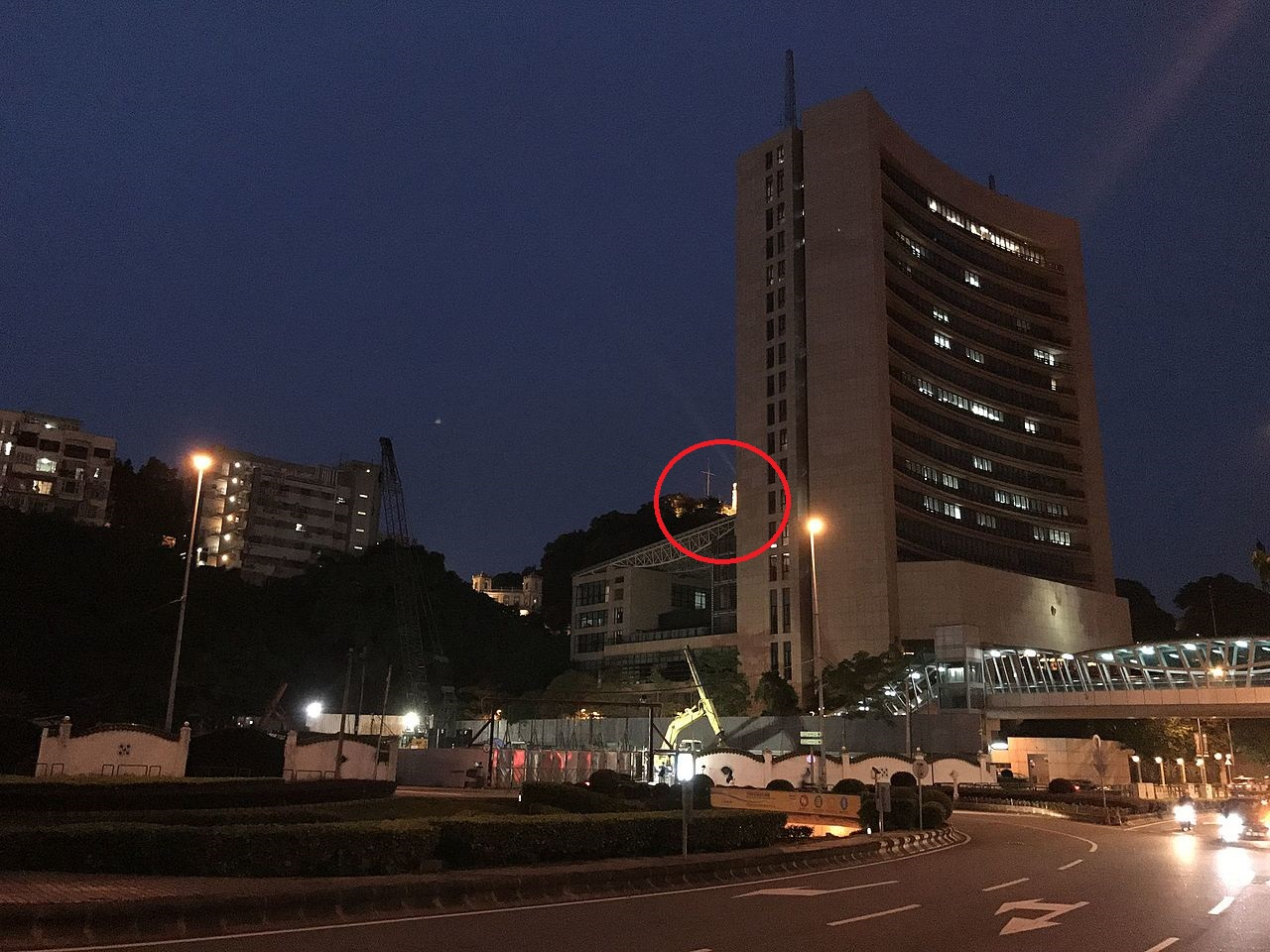
從羅理基博士大馬路望向東望洋燈塔的視線幾乎被中聯辦大樓阻擋，而在大樓旁興建中的高樓將會進一步阻擋燈塔的景觀。

自2005年7月澳門歷史城區列入《世界遺產名錄》以來，澳門政府對世遺的保護工作一直被社會質疑，除了東望洋燈塔景觀危機外，一些世遺建築物也在成功申遺十周年後因人為和不可抗力因素受到破壞，例如盧家大屋因相鄰的地盤塌牆而受損；媽閣廟的正覺禪林發生火警，導致神案及牌匾被燒毀及熏黑，損毀較為嚴重；聖奧斯定教堂因文化局工作疏忽或沒有足夠專業的文物安全評估而導致偏廳塌頂等。

### 東望洋燈塔景觀危機
2005年，澳門特區政府廢止兩項對當地世界遺產有保護作用的訓令，將東望洋山週邊範圍列為可任意開發的土地，批准在東望洋燈塔週邊興建會造成景觀破壞的高樓，部分工程在建成後的高度甚至會遠高於東望洋山，動搖燈塔的世遺地位。事件引起各界關注，有團體開展一系列活動阻止東望洋山週邊興建超高樓。截至2018年，除中央人民政府駐澳門特別行政區聯絡辦公室大樓（中聯辦大樓）已建造完畢外，其他具有爭議的工程不是處於計劃階段中、興建中就是被擱置。澳門政府在相關議題的處理手法備受批評，事件亦導致聯合國教文科組織世遺委員會關注以及介入調查，並且對澳門當局作出警告，亦有民間聲音批評中聯辦帶頭破壞世界文化遺產。
2007年，澳門居民致函聯合國教科文組織，指出包括中聯辦大樓在內的相關工程破壞世界遺產東望洋燈塔的景觀，教科文組織隨後向澳門政府發出警告，前澳門特首何厚鏵後來簽署第83/2008號行政長官批示（俗稱「限高批示」），限制東望洋燈塔周邊興建的樓宇的高度。中聯辦在被抗議後作出讓步，將原計劃的99.9米降低至88米高，然而客觀結果是燈塔的景觀一樣被嚴重破壞（根據「限高批示」，中聯辦大樓所在位置的限高為90米），也導致地產發展商跟隨和仿效。
澳門在經濟高速發展和房地產市場熾熱下被興建的大量超高樓宇，在不同程度上破壞了世遺景點的環境與景觀。現時松山上的東望洋燈塔已被山下多座高樓包圍，若未來各種未建成的高樓項目被完成，其景觀將會進一步被破壞。與澳門以外不少採取限制景區建築物高度，以保育景區的原始景觀風貌的景區相比，屢次製造超高樓問題的澳門政府被批評反之而行，違反市民保護世遺景觀的期望。美國史丹佛大學教授陳明銶和澳門大學教授余永逸評論，東望洋燈塔的案例證明了澳門政府忽視了在城市規劃中對文化遺產的保護。

## 外部連結
- 澳門世界遺產（澳門文化局）（繁體中文）（简体中文）（葡萄牙文）（英文）
- 被評定的不動產﹝文物建築﹞（澳門文化局）（繁體中文）（简体中文）（葡萄牙文）（英文）
- 澳門世界遺產（澳門旅遊局刊物）（繁體中文）

| 澳門歷史城區 |
| 建築 |
| 媽閣廟 \| 港務局大樓 \| 鄭家大屋 \| 聖老楞佐教堂 \| 聖若瑟修院大樓及聖堂 \| 崗頂劇院 \| 何東圖書館大樓 \| 聖奧斯定教堂 \| 市政署大樓 \| 三街會館（關帝廟） \| 仁慈堂大樓（仁慈堂博物館） \| 大堂（主教座堂） \| 大堂巷七號住宅（盧家大屋） \| 玫瑰聖母堂 \| 大三巴牌坊 \| 哪吒廟 \| 舊城牆遺址 \| 大炮台 \| 聖安多尼教堂（花王堂） \| 東方基金會會址 \| 基督教墳場（包括馬禮遜小教堂） \| 東望洋炮台（包括聖母雪地殿教堂及燈塔）（保育危機） |
| 前地 |
| 媽閣廟前地 \| 亞婆井前地 \| 崗頂前地 \| 議事亭前地 \| 板樟堂前地 \| 大堂前地 \| 耶穌會紀念廣場 \| 賈梅士前地 |
| 区内其他地点及街道 |
| 海事博物館 \| 妈阁斜巷 \| 妈阁街 \| 高楼街 \| 政府總部事務局 \| 聖若瑟教區中學第二、三校 \| 龙嵩正街 \| 亞美打利庇盧大馬路 \| 聖若瑟教區中學第四校 \| 澳門郵政局大樓 \| 聖物寶庫 \| 大三巴街 \| 天主教藝術博物館與墓室 \| 澳門博物館 \| 大炮台山 \| 花王堂街 \| 白鸽巢总站 \| 东望洋山 |

22°11′28.65″N 113°32′11.26″E / 22.1912917°N 113.5364611°E